# Tiranin
Tiranin označava vladara koji vlada samovoljno ili nasilnički. Vladavina tirana naziva se tiranija. Riječ potječe od latinske riječi Tyrannus i starogrčke riječi τύραννος Tyrannos, što u prijevodu znači "nelegitiman vladar" kao npr. uzurpator. 
Titula potječe iz doba antičke Grčke kada je i bila čest naziv za vlastodržce. Danas se uglavnom shvaća i rabi u lošem kontekstu.

## Poveznice
- Autokrat
- Despot
- Diktator